# Moerbeiwrattenzwammetje
Het moerbeiwrattenzwammetje (Bertia moriformis) is een schimmel behorend tot de familie Bertiaceae. Het groeit op ontschorst loof- en naaldhout.

## Kenmerken
De vruchtlichamen hebben een diameter van 0,7-1,0 mm. Ze zijn in het veld herkenbaar door hun typische vorm die doet denken aan een moerbei of braambes. De asci zijn 8-sporig en meten 90–286 × 16–23 μm. Ze zijn bevestigd op steeltjes van maximaal 128 μm lang. De sporen zijn hyaliene, cilinderachtig, met afgeronde of scherpe uiteinden, allantoïde, bevatten onregelmatige olieachtige insluitsels, zijn in het midden gesepteerd en meten 30-50 x 4,0-5,5 micron.

## Vespreiding
De verspreiding van deze soort is gerapporteerd in Europa, Amerika, China en op Taiwan. In Europa is het zeer algemeen. In Nederland komt het moerbeiwrattenzwammetje zeldzaam voor. 